# Kye Whyte
Kye Whyte (n. 21 septembrie 1999, Greater London, Anglia, Regatul Unit) este un ciclist de performanță ce a reprezentat Regatul Unit al Marii Britanii și al Irlandei de Nord, medaliat olimpic. A participat la o ediție a Jocurilor Olimpice (2020) în care a câștigat o medalie de argint.